# اندرو پوپاس
اندرو پوپاس (انگلیسی: Andrew Poppas؛ زادهٔ ۱۹۶۵) ژنرال نیروی زمینی ایالات متحده آمریکا است، که از ژوئیه ۲۰۲۲ فرماندهی نیروهای ارتش ایالات متحده را برعهده دارد.
پوپاس فعالیت نظامی را از سال ۱۹۸۸ در نیروی زمینی آمریکا آغاز کرد، از ۲۰۱۴ تا ۲۰۱۶ مدیر عملیات منطقه‌ای و مدیریت نیروی ستاد مشترک نیروهای مسلح بود و از ۲۰۱۶ تا ۲۰۱۷ به‌عنوان مدیر مدیریت نیروی نیروی زمینی ایالات متحده آمریکا فعالیت می‌کرد. 
وی در فاصله سال‌های ۲۰۱۷ تا ۲۰۱۹ فرماندهی لشکر ۱۰۱ هوابرد را برعهده داشت، در فاصله سال‌های ۲۰۱۹ تا ۲۰۲۰ مدیر عملیات ستاد مشترک نیروهای مسلح بود و از ۲۰۲۰ تا ۲۰۲۲ به‌عنوان مدیر ستاد مشترک نیروهای مسلح آمریکا فعالیت می‌کرد. او در جنگ در افغانستان و جنگ عراق حضور داشت.